# Plectris cinereopilosa
Plectris cinereopilosa är en skalbaggsart som beskrevs av Moser 1924. Plectris cinereopilosa ingår i släktet Plectris och familjen Melolonthidae. Inga underarter finns listade i Catalogue of Life.